# NGC 1796A
NGC 1796A је спирална галаксија у сазвежђу Златна риба која се налази на NGC листи објеката дубоког неба.
Деклинација објекта је - 61° 29' 2" а ректасцензија 5h 5m 3,3s. Привидна величина (магнитуда) објекта NGC 1796 износи 14,1 а фотографска магнитуда 14,9. NGC 1796A је још познат и под ознакама ESO 119-35, PGC 16698.